# Hermův Pastýř
Hermův Pastýř (řecky Ὁ ποιμὴν τοῦ Ἑρμοῦ) je starokřesťanský spis.

## Autor a doba vzniku
Hermas, autor spisu zvaného Hermův Pastýř nebo také jen Pastýř, byl propuštěnec, který se ještě jako otrok dostal do Říma. Měl ženu a děti, podnikáním, kvůli kterému zanedbával svoji rodinu, nabyl nemalého majetku, ale pak zřejmě o značnou jeho část přišel a zabýval se zemědělstvím. To vše lze vyčíst ze spisu samého. Origenes se domníval, že tento Hermas byl totožný s Hermem zmíněným v Listě Římanům 16,14. Avšak podle Muratoriho kánonu to byl bratr papeže Pia I. a tento spis vytvořil v Římě v polovině 2. stol.

## Obsah
Spis je poměrně dlouhý a skládá se z pěti vidění, dvanácti přikázání a deseti podobenství. Autorovi se nejprve zjeví církev v podobě stařeny, podruhé je tato žena o něco mladší a veselejší, potřetí zcela mladá a krásná a nakonec jako dívka na vdávání; tím je symbolizována postupná duchovní obroda církve. Potom se autorovi zjeví pastýř v bělostném rouchu (odtud název spisu) a sdělí mu přikázání a podobenství, která má zapsat, aby se jimi mohl sám řídit a také aby je mohl předčítat ostatním.
Spis se příliš nezabývá věroukou, je zaměřen především na otázky praktické mravouky. Vyzývá k odvrácení se od nepravostí a k bezúhonnému životu, dokud je ještě čas. Bohatství je počítáno mezi špatnosti, bohatí nemohou být součástí církve, podobně jako se bílé kulaté kameny nehodí na stavbu hradu či věže; tyto kameny je nutno nejprve otesat, aby se ztrátou části svého objemu staly čtyřhrannými a mohly být použity na stavbu; právě tak je nutno otesat bohatství těchto lidí, aby se, budou-li solidární s chudými, stali Pánu užitečnými. Podle Canfory Hermův Pastýř vykazuje esejský vliv, má totiž mít určité podobnosti s kumránským svitkem Řád společenství.

## Tradice
V raném křesťanství byl tento spis značně oblíbený. Irenej z Lyonu, Klemens Alexandrijský i Origenes si ho váží jako Písma svatého. Dokonce měl šanci stát se součástí novozákonního kánonu, neboť je obsažen v nejstarším dochovaném rukopise Nového zákona (tzv. Sinajský kodex ze 4. stol.). Pozdější vývoj křesťanství ovšem tomuto spisu nepřál.